# Rebus (film 1968)
Rebus è un film del 1968 diretto da Nino Zanchin.

## Trama
Jeff Miller è un croupier statunitense che lavora a Londra e la cui vita disordinata, condita da abbondanti bevute, gli ha fatto perdere l'ennesimo impiego. Viene così coinvolto, a sua insaputa, da un elegante agente segreto con ombrello e bombetta, nelle indagini su di una truffa da parte di un'organizzazione criminale ai danni dei casinò di tutto il mondo e spedito a Beirut a lavorare in un casinò del posto.
Qui viene contattato dall'organizzazione criminale per barare alla roulette, in modo da far vincere cospicue somme di danaro a delle persone ingaggiate per puntare a dei numeri prestabiliti: la roulette truccata farà uscire sempre quei pochi numeri stabiliti. Miller, coinvolto sentimentalmente dalla bella Laura, non contento di aver svolto il proprio compito per il quale è stato pagato, vuole vederci chiaro e indaga a fondo, dal momento che è stato anche fatto oggetto di un attentato così da eliminarlo una volta terminato il proprio ruolo.
Seguendo un'intuizione porta così alla fine la polizia a incastrare il capo dell'organizzazione: la signora Brown, un'apparentemente innocua turista americana che si finge distratta e sconclusionata per portare a compimento i propri piani criminali.

## Produzione
Gli esterni furono prevalentemente girati in Libano.

## Critica
All'uscita del film, Achille Valdata di Stampa Sera ha stroncato il film scrivendo: "Quando il copione è un po' maldestro, com'è il caso di Rebus, la noia mortifica lo spettatore. Ingenua nell'avvio, la storia non migliora troppo strada facendo, mostra la corda, e solo verso l'epilogo ha qualche guizzo nel tentativo di sorprendere con un risvolto che vorrebbe essere inatteso mentre lo è solo in parte".
Il vice critico dell'Avanti! lo giudicò, invece, "discreto": "Nino Zanchin ha firmato il suo primo film, dimostrando di sapersi destreggiare bene. Impeccabile nella forma, «Rebus» genera una certa sazietà per la trama, che continua ad articolarsi attorno a statuine di Budda che dovrebbero esser piene di denaro e sono invece, spesso e volentieri, vuote; e ammetterete che dopo un paio di volte lo spettatore si stufa di veder statuine di Budda [...] Lodevoli gli attori, in specie quelli di secondo piano. Ann-Margret è molto bella, e molto yankee: se la prima qualità riesce a farvi dimenticare la seconda, il divertimento è assicurato."
Il Morandini assegna al film due stellette su cinque: "[...] è un poliziesco avventuroso di imitazione americana con risvolti esotici e intervalli umoristici."